# Sande, Vestfold
Sande är en tätort i Holmestrands kommun i Vestfold fylke i sydöstra Norge. Orten ligger vid sidan av Europaväg 18 och utgjorde tidigare centralort i dåvarande Sande kommun i Vestfold fylke.